# Григор Камона
Григор Камона е севаст на Круя в периода 1216 – 1252/53 г. 
Димитър Хоматиан (1216-1236) го споменава с титлата севаст, като не ставя ясно по кое време я е получил.
Григор продължава политиката на Димитри Прогон, като самостоятелен владетел на Арбанон с център Круя. След клокотнишката битка и поне до края на управлението на цар Иван Асен II, Григор Камона с целия Арбанон е под българската централна власт в Търновград.
Григор Камона се жени за овдовялата Комнина Неманя. Двамата имат дъщеря, женена за последния голям магнат на Арбанон - Голем (Круя). 